# Montes de Gagra
Los Montes de Gagra, Macizo de Gagra o Cordillera de Gagra (en georgiano: გაგრის ქედი tr:. Gagris K'edi; en ruso: Га́грский хребе́т) está situada en el Gran Cáucaso, en Georgia. La cordillera discurre entre los valles de los ríos Bzyp y Psou, en la estribación sur del Gran Cáucaso, en dirección norte-sur. La mayor elevación es el monte Agepsta con una altitud entre 3220 y 3260 m.

## Descripción
Los Gagra se aproximan al mar Negro cerca de la ciudad de Gagra y juega un importante papel en la regulación del clima de la zona bloqueando los vientos fríos continentales desde el norte y este. 
Los Montes están conformados principalmente por roca caliza, que origina una marcada topografía karstika y se caracteriza por algunos profundos cañones creados por los ríos. Las tres cuevas más profundas del mundo Veryovkina, Voronia y Sarma se localizan en el macizo de Arabika de estos montes.
La autopista con rumbo hacia el lago Ritsa discurre por los montes de Gagra, a lo largo de los ríos Bzyb Iupshara y Gega.